# Фервју Парк (Индијана)
Фервју Парк (енгл. Fairview Park) град је у америчкој савезној држави Индијана.

## Демографија
По попису из 2010. године број становника је 1.386, што је 110 (-7,4%) становника мање него 2000. године.
| Група             | 2000.         | 2010.         |
| Белци             | 1.441 (96,3%) | 1.359 (98,1%) |
| Афроамериканци    | 8 (0,5%)      | 2 (0,1%)      |
| Азијати           | 0 (0,0%)      | 3 (0,2%)      |
| Хиспаноамериканци | 21 (1,4%)     | 11 (0,8%)     |
| Укупно            | 1.496         | 1.386         |